# 양중젠

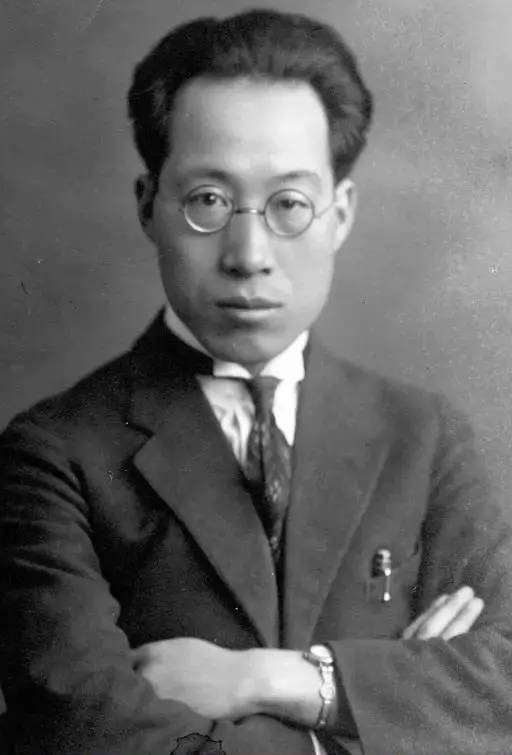

양중젠(중국어: 杨钟健, 1897년 6월 1일 – 1979년 1월 15일)은 중국의 고생물학자이자 동물학자였다. 중국 최고의 척추동물 고생물학자 중 한 사람이었다. "중국 척추동물 고생물학의 아버지"로 불린다.

## 문헌
- Norman, David (1970–80). “Yang Zhongjian”. Dictionary of Scientific Biography 25. New York: Charles Scribner's Sons. 383–385쪽. ISBN 978-0-684-10114-9.